# Elvira Öberg
Elvira Öberg (n. 26 februarie 1999, Jukkasjärvi församling⁠(d), Comitatul Norrbotten, Suedia) este o biatlonistă ce a reprezentat Suedia, medaliată olimpică. A participat la o ediție a Jocurilor Olimpice (2022) în care a câștigat o medalie de aur și două medalii de argint.